# 260-as busz (Budapest)
A budapesti 260-as jelzésű autóbusz a Citronella utca és az Óbudai rendelőintézet között közlekedik. A vonalat a Budapesti Közlekedési Zrt. üzemelteti. A járműveket az Óbudai autóbuszgarázs állítja ki.
A 260-as busz összehangolva közlekedik a 160-as busszal.

## Története
2008. szeptember 6-án a 60-as busz jelzése 160-asra és 260-asra módosult.
2013. november 4-én az útvonalát meghosszabbították Óbudán, de erre csak igény esetén közlekedett.
2016. január 16-án a budai fonódó villamoshálózat átadásával útvonala jelentősen rövidült, a Batthyány tér helyett csak az Óbudai rendelőintézetig közlekedik, ahonnan a belváros a 17-es, a 19-es és a 41-es villamosokkal érhető el. A 260-as buszon szóló buszok közlekednek, első ajtós felszállási renddel. A korábbi telebusz rendszer megszűnt, minden busz végig megy az útvonalon.
2016. november 5-étől hétköznap 8 és 20 óra között, hétvégén pedig 9 és 20 óra között a Szent Margit Kórházig közlekedik, Virágosnyereg út végállomását pedig Citronella utcára nevezték át.
2018. április 6-ától 15-éig a Bécsi úti villamosok pótlásának segítése miatt a Kolosy térig meghosszabbított útvonalon járt.
2020. szeptember 1-jétől sűrűbb követéssel közlekedik, kiváltva ezzel a 260A buszjáratot. A harsánylejtői lakópark Citronella utcai végállomását a Csillagánizs utca és a Citromfű utca sarkára helyezték át. A végállomás neve és a buszforduló változatlan maradt.

## Útvonala
| Citronella utca felé |
| Óbudai rendelőintézet vá. – Vörösvári út – Váradi utca – Bécsi út – Szent Margit Kórház, forduló – Bécsi út – Kocsis Sándor út – Csillagánizs utca – Citronella utca – Citronella utca vá. |
| Óbudai rendelőintézet felé |
| Citronella utca vá. – Citronella utca – Csillagánizs utca – Kocsis Sándor út – Bécsi út – Vörösvári út – Óbudai rendelőintézet vá.                                                         |

## Megállóhelyei
| 0 | Citronella utca végállomás                 | 21 | 16 |                                                                             |
| ∫ | Borsmenta utca                             | 19 | 15 |                                                                             |
| 3 | Kocsis Sándor út                           | 18 | 14 | 218 848 S72 Z72 S76 (Aranyvölgy)                                            |
| 4 | Bóbita utca                                | 17 | 13 | 800, 815, 820, 821, 830, 832, 840                                           |
| 5 | ATI                                        | 16 | 12 |                                                                             |
| 7 | Óbudai temető                              | 15 | 11 | 118, 160, 218 820, 821, 830, 832, 840, 848                                  |
| 8 | Kubik utca                                 | 14 | 10 | 118, 160, 218                                                               |
| 10 | Bojtár utca (↓) Bojtár utca (Bécsi út) (↑) | 13 | 8  | 118, 160, 218 815, 820, 821, 830, 832, 840, 848                             |
| 11 | Orbán Balázs út                            | 11 | 7  | 160, 218 820, 821, 830, 832, 840, 848                                       |
| 12 | Laborc utca                                | ∫  | ∫  | 160, 218                                                                    |
| ∫ | Bécsi út / Vörösvári út                    | 9  | 5  | 137, 160, 218, 237 1, 1A, 17, 19, 41 800, 815, 820, 821, 830, 832, 840, 848 |
| 13 | Bécsi út / Vörösvári út                    | 8  | 4  | 137, 160, 218, 237 1, 1A, 17, 19, 41 800, 815, 820, 821, 830, 832, 840, 848 |
| ∫ | Perényi út                                 | 6  | 3  | 160                                                                         |
| ∫ | Váradi utca                                | 5  | 2  | 160 17, 19, 41                                                              |
| A Szent Margit Kórházat csak hétköznap 8 és 20 óra között, illetve hétvégén 9 és 20 óra között érinti. |                                            |    |    |                                                                             |
| ∫ | Szent Margit Kórház                        | 3  | ∫  | 160 17, 19, 41                                                              |
| ∫ | Szent Margit Kórház                        | 2  | ∫  | 160 17, 19, 41                                                              |
| ∫ | Váradi utca                                | 1  | 1  | 160 17, 19, 41                                                              |
| 15 | Óbudai rendelőintézet végállomás           | 0  | 0  | 137, 160, 218, 237 1, 1A 820, 821, 830, 832, 840, 848                       |